# Copa de la UEFA 1981-1982
La Copa de la UEFA 1981–82 fou guanyada per l'IFK Göteborg, que va derrotar l'Hamburger SV per un resultat global de 4-0 en la final a doble partit.

## Primera ronda
| Equip 1                    | Global | Equip 2                  | Anada | Tornada |
| -------------------------- | ------ | ------------------------ | ----- | ------- |
| 1. FC Kaiserslautern       | 3–1    | Akademik Sofia           | 1–0   | 2–1     |
| 1. FC Magdeburg            | 3–3(c) | Borussia Mönchengladbach | 3–1   | 0–2     |
| Adanaspor                  | 2–7    | Internazionale Milano FC | 1–3   | 1–4     |
| APOEL FC                   | 1–5    | FC Argeş Piteşti         | 1–1   | 0–4     |
| Aris FC                    | 8–2    | Sliema Wanderers FC      | 4–0   | 4–2     |
| AS Monaco FC               | 4–6    | Dundee United FC         | 2–5   | 2–1     |
| Boavista FC                | 5–4    | Atlètic de Madrid        | 4–1   | 1–3     |
| Bryne F.K.                 | 2–3    | FC Winterslag            | 0–2   | 2–1     |
| Dinamo Bucureşti           | 4–2    | PFC Levski Sofia         | 3–0   | 1–2     |
| FC Bohemians Praha         | 0–2    | València CF              | 0–1   | 0–1     |
| FC Haka                    | 2–7    | IFK Göteborg             | 2–3   | 0–4     |
| FC Nantes Atlantique       | 3–5    | SC Lokeren               | 1–1   | 2–4     |
| FC Spartak Moscou          | 6–2    | Club Brugge              | 3–1   | 3–1     |
| FC Zenit Saint Petersburg  | 2–6    | Dynamo Dresden           | 1–2   | 1–4     |
| Feyenoord Rotterdam        | 3–1    | Szombierki Bytom         | 2–0   | 1–1     |
| Grasshopper-Club Zürich    | 4–1    | West Bromwich Albion FC  | 1–0   | 3–1     |
| Hajduk Split               | 5–3    | VfB Stuttgart            | 3–1   | 2–2     |
| Hamburger SV               | 6–4    | FC Utrecht               | 0–1   | 6–3     |
| Ipswich Town FC            | 2–4    | Aberdeen FC              | 1–1   | 1–3     |
| K.S.K. Beveren             | 8–0    | Linfield FC              | 3–0   | 5–0     |
| Víkingur                   | 0–8    | FC Girondins de Bordeaux | 0–4   | 0–4     |
| KS Dinamo Tirana           | 1–4    | FC Carl Zeiss Jena       | 1–0   | 0–4     |
| Limerick United            | 1–4    | Southampton FC           | 0–3   | 1–1     |
| Malmö FF                   | 5–1    | Wisła Kraków             | 2–0   | 3–1     |
| SSC Napoli                 | 2–2(c) | Radnički Niš             | 2–2   | 0–0     |
| Neuchâtel Xamax            | 6–3    | TJ Sparta Praha          | 4–0   | 2–3     |
| Panathinaikos FC           | 0–3    | Arsenal FC               | 0–2   | 0–1     |
| PSV Eindhoven              | 8–2    | Naestved BK              | 7–0   | 1–2     |
| SK Rapid Wien              | 4–2    | Videoton FC Fehérvár     | 2–2   | 2–0     |
| SK Sturm Graz              | (c)2–2 | PFC CSKA Moscou          | 1–0   | 1–2     |
| Sporting Clube de Portugal | 11–0   | FA Red Boys Differdange  | 4–0   | 7–0     |
| Tatabánya FC               | 2–2(c) | Reial Madrid             | 2–1   | 0–1     |

## Segona ronda
| Equip 1                  | Global | Equip 2                    | Anada | Tornada |
| ------------------------ | ------ | -------------------------- | ----- | ------- |
| Aberdeen FC              | 5–2    | FC Argeş Piteşti           | 3–0   | 2–2     |
| Aris FC                  | 1–5    | SC Lokeren                 | 1–1   | 0–4     |
| Borussia Mönchengladbach | 2–5    | Dundee United FC           | 2–0   | 0–5     |
| FC Girondins de Bordeaux | 2–3    | Hamburger SV               | 2–1   | 0–2     |
| FC Spartak Moscou        | 2–5    | 1. FC Kaiserslautern       | 2–1   | 0–4     |
| Feyenoord Rotterdam      | 3–2    | Dynamo Dresden             | 2–1   | 1–1     |
| Grasshopper-Club Zürich  | 2–2(p) | Radnički Niš               | 2–0   | 0–2     |
| Internazionale Milano FC | 3–4    | Dinamo Bucureşti           | 1–1   | 2–3(pr) |
| FC Winterslag            | (c)2–2 | Arsenal FC                 | 1–0   | 1–2     |
| K.S.K. Beveren           | 4–4(c) | Hajduk Split               | 2–3   | 2–1     |
| Malmö FF                 | 0–2    | Neuchâtel Xamax            | 0–1   | 0–1     |
| Reial Madrid             | 3–2    | FC Carl Zeiss Jena         | 3–2   | 0–0     |
| SK Rapid Wien            | (c)2–2 | PSV Eindhoven              | 1–0   | 1–2     |
| SK Sturm Graz            | 4–5    | IFK Göteborg               | 2–2   | 2–3     |
| Southampton FC           | 2–4    | Sporting Clube de Portugal | 2–4   | 0–0     |
| València CF              | 2–1    | Boavista FC                | 2–0   | 0–1     |

## Tercera ronda
| Equip 1                    | Global | Equip 2              | Anada | Tornada |
| -------------------------- | ------ | -------------------- | ----- | ------- |
| Aberdeen FC                | 4–5    | Hamburger SV         | 3–2   | 1–3     |
| IFK Göteborg               | 4–1    | Dinamo Bucureşti     | 3–1   | 1–0     |
| FC Winterslag              | 0–5    | Dundee United FC     | 0–0   | 0–5     |
| SC Lokeren                 | 2–4    | 1. FC Kaiserslautern | 1–0   | 1–4     |
| Radnički Niš               | 2–1    | Feyenoord Rotterdam  | 2–0   | 0–1     |
| SK Rapid Wien              | 0–1    | Reial Madrid         | 0–1   | 0–0     |
| Sporting Clube de Portugal | 0–1    | Neuchâtel Xamax      | 0–0   | 0–1     |
| València CF                | 6–5    | Hajduk Split         | 5–1   | 1–4     |

## Quarts de final
| Equip 1          | Global | Equip 2              | Anada | Tornada |
| ---------------- | ------ | -------------------- | ----- | ------- |
| Dundee United FC | 2–3    | Radnički Niš         | 2–0   | 0–3     |
| Hamburger SV     | 3–2    | Neuchâtel Xamax      | 3–2   | 0–0     |
| Reial Madrid     | 3–6    | 1. FC Kaiserslautern | 3–1   | 0–5     |
| València CF      | 2–4    | IFK Göteborg         | 2–2   | 0–2     |

## Semifinals
| Equip 1              | Global | Equip 2      | Anada | Tornada |
| -------------------- | ------ | ------------ | ----- | ------- |
| 1. FC Kaiserslautern | 2–3    | IFK Göteborg | 1–1   | 1–2(pr) |
| Radnički Niš         | 3–6    | Hamburger SV | 2–1   | 1–5     |

## Final
| Equip 1      | Global | Equip 2      | Anada | Tornada |
| ------------ | ------ | ------------ | ----- | ------- |
| IFK Göteborg | 4–0    | Hamburger SV | 1–0   | 3–0     |

| Campió de la Copa de la UEFA 1981-82 |
| ------------------------------------ |
| IFK Göteborg Primer títol            |